# Samuel J. Randall
Samuel Jackson Randall (10 octobre 1828 - 13 avril 1890) est un homme politique américain démocrate membre de la Chambre des représentants des États-Unis pour la Pennsylvanie de 1876 à 1881, et son 29e président. Il est aussi deux fois candidats à l'investiture de son parti pour la présidence des États-Unis en 1880 et 1884.

### Ouvrages
- (en) Memorial Addresses on the Life and Character of Samuel J. Randall, a Representative from Pennsylvania, Delivered in the House of Representatives and in the Senate, Fifty-First Congress, First Session, Washington, D.C., Government Printing Office, 1891 (OCLC 568611, lire en ligne)

- (en) Kenneth D. Ackerman, Dark Horse : The Surprise Election and Political Murder of President James A. Garfield, New York, New York, Carroll & Graf, 2003, 551 p. (ISBN 0-7867-1151-5)

- (en) James G. Blaine, Twenty Years of Congress, vol. 2, Norwich, Connecticut, The Henry Bill Publishing Company, 1886 (OCLC 4560136, lire en ligne)

- (en) Herbert J. Clancy, The Presidential Election of 1880, Chicago, Illinois, Loyola University Press, 1958, 302 p. (ISBN 978-1-258-19190-0)

- (en) Ari Hoogenboom, Rutherford Hayes : Warrior and President, Lawrence, Kansas, University Press of Kansas, 1995 (ISBN 978-0-7006-0641-2)

- (en) Albert V. House, « Samuel Jackson Randall », dans Dictionary of American Biography, vol. XV, New York, New York, 1935, 350–351 p. [détail de l’édition] (OCLC 4171403, lire en ligne){{Article encyclopédique}} : l'usage du paramètre |périodique = C. Scribner's Sons laisse présager

- (en) Thomas C. Reeves, Gentleman Boss : The Life of Chester A. Arthur, New York, New York, Alfred A. Knopf, 1975, 500 p. (ISBN 978-0-394-46095-6)

- (en) Lloyd Robinson, The Stolen Election : Hayes versus Tilden—1876, New York, Tom Doherty Associates, 2001 (1re éd. 1968), 224 p. (ISBN 978-0-7653-0206-9)

- (en) John Thomas Scharf, History of Philadelphia, vol. 1, Philadelphia, Pennsylvania, L.H. Evarts & Co., 1884 (OCLC 1851563, lire en ligne)

- (en) Hans L. Trefousse, Andrew Johnson : A Biography, New York, New York, W.W. Norton & Company, 1989, 463 p. (ISBN 0-393-31742-0)

- (en) George Kemp Ward, Andrew Warde and His Descendants, 1597–1910, New York, New York, A.T. De La Mare Printing and Publishing, 1910 (OCLC 13957563, lire en ligne)

- (en) Richard E. Welch, The Presidencies of Grover Cleveland, Lawrence, Kansas, University Press of Kansas, 1988, 268 p. (ISBN 0-7006-0355-7)

### Articles
- Thomas R. Adams, « The Samuel J. Randall Papers », Pennsylvania History, vol. 21, no 1,‎ janvier 1954, p. 45–54 (JSTOR 27769474)

- Lee J. Alston, Jeffery A. Jenkins et Tomas Nonnenmacher, « Who Should Govern Congress? Access to Power and the Salary Grab of 1873 », The Journal of Economic History, vol. 66, no 3,‎ septembre 2006, p. 674–706 (DOI 10.1017/s0022050706000295, JSTOR 3874856)

- Edward B. Foley, « Virtue over Party: Samuel Randall’s Electoral Heroism and Its Continuing Importance », UC Irvine Law Review, vol. 3, no 3,‎ 2013, p. 475–509 (OCLC 713316046, lire en ligne)

- Karen Guenther, « Potter Committee Investigation of the Disputed Election of 1876 », The Florida Historical Quarterly, vol. 61, no 3,‎ janvier 1983, p. 281–295 (JSTOR 30149125)

- Albert V. House, « Northern Congressional Democrats as Defenders of the South During Reconstruction », The Journal of Southern History, vol. 6, no 1,‎ février 1940, p. 46–71 (JSTOR 2191938)

- Albert V. House, « Men, Morals, and Manipulation in the Pennsylvania Democracy of 1875 », Pennsylvania History, vol. 23, no 2,‎ avril 1956, p. 248–266 (JSTOR 27769647)

- Albert V. House, « Internal Conflicts in Key States in the Democratic Convention of 1880 », Pennsylvania History, vol. 27, no 2,‎ avril 1960, p. 188–216 (JSTOR 27769951)

- Albert V. House, « The Speakership Contest of 1875: Democratic Response to Power », The Journal of American History, vol. 52, no 2,‎ septembre 1965, p. 252–274 (JSTOR 1908807)

- S. Walter Poulshock, « Pennsylvania and the Politics of the Tariff, 1880–1888 », Pennsylvania History, vol. 29, no 3,‎ juillet 1962, p. 291–305 (JSTOR 27770119)

- Bertram Wyatt-Brown, « The Civil Rights Act of 1875 », The Western Political Quarterly, vol. 18, no 4,‎ décembre 1965, p. 763–775 (DOI 10.1177/106591296501800403, JSTOR 445883)

### Autres
- (en) House, Albert V. (1934). The Political Career of Samuel Jackson Randall (Ph.D.). University of Wisconsin. OCLC 51818085
- « Samuel J. Randall », The Bulletin, The American Iron and Steel Association, vol. 24,‎ 16 avril 1890, p. 108 (lire en ligne)
- « Samuel J. Randall Dead », The New York Times,‎ 14 avril 1890 (lire en ligne)